# Discaria longispina
Discaria, brusquilla, (Discaria longispina) es una especie endémica de Sudamérica.
Algunos autores la consideran un sinónimo de Discaria americana

## Descripción
Es una ramnácea casi áfila de aproximadamente 0,5 m de altura, poco pinchuda. Habita en las estepas sammófilas. Es una especie indicadora de sobrepastoreo, quedando algunas plantas aisladas y suelo desnudo. En el sistema montañoso de Tandilia, son frecuentes los matorrales de curro (Colletia paradoxa) y en el sistema montañoso de Ventania los de brusquilla (Discaria longispina) (Narosky y Di Giácomo, 1993). 
Es considerada una maleza en muchas partes de Argentina y de Uruguay.
El principal campo de detención de prisioneros en la guerra de independencia de las Provincias Unidas del Río de la Plata (Argentina), se llamó Las Bruscas por la abundancia de esta especie en los campos en que fue levantado.
Como otras especies de Discaria fija nitrógeno atmosférico con la ayuda simbiótica de bacterias del género Frankia en sus raíces.

## Taxonomía
Bruguiera gymnorrhyza fue descrita por John Miers y publicado en Annales du Muséum National d'Histoire Naturelle 5: 373, en el año 1860.